# National League North 2022-2023
La National League North 2022-2023 è la 18ª edizione della seconda serie della National League. Rappresenta, insiema alla National League South, il sesto livello del calcio inglese ed il secondo del sistema "non-league". 

## Squadre partecipanti
| Squadra                | Città             | Stagione precedente                                                     |
| ---------------------- | ----------------- | ----------------------------------------------------------------------- |
| AFC Fylde              | Wesham            | 3º posto in National League North                                       |
| AFC Telford United     | Telford           | 20º posto in National League North                                      |
| Alfreton Town          | Alfreton          | 9º posto in National League North                                       |
| Banbury United         | Banbury           | 1º posto in Southern Football League Premier Division Central, promosso |
| Blyth Spartans         | Blyth             | 19º posto in National League North                                      |
| Boston United          | Boston            | 7º posto in National League North                                       |
| Brackley Town          | Brackley          | 2º posto in National League North                                       |
| Bradford Park Avenue   | Bradford          | 18º posto in National League North                                      |
| Buxton                 | Buxton            | 1º posto in Northern Premier League Premier Division, promosso          |
| Chester                | Chester           | 16º posto in National League North                                      |
| Chorley                | Chorley           | 6º posto in National League North                                       |
| Curzon Ashton          | Ashton-under-Lyne | 14º posto in National League North                                      |
| Darlington             | Darlington        | 13º posto in National League North                                      |
| Farsley Celtic         | Farsley           | 21º posto in National League North                                      |
| Gloucester City        | Gloucester        | 17º posto in National League North                                      |
| Hereford               | Hereford          | 12º posto in National League North                                      |
| Kettering Town         | Kettering         | 8º posto in National League North                                       |
| Kidderminster Harriers | Kidderminster     | 4º posto in National League North                                       |
| King's Lynn Town       | King's Lynn       | 21º posto in National League, retrocesso                                |
| Leamington             | Leamington Spa    | 15º posto in National League North                                      |
| Peterborough Sports    | Peterborough      | 2º posto in Southern Football League Premier Division Central, promosso |
| Scarborough Athletic   | Scarborough       | 3º posto in Northern Premier League Premier Division, promosso          |
| Southport              | Southport         | 11º posto in National League North                                      |
| Spennymoor Town        | Spennymoor        | 10º posto in National League North                                      |

## Classifica finale
|  | Pos. | Squadra             | Pt | G  | V  | N  | P  | GF | GS | DR  |
|  | ---- | ------------------- | -- | -- | -- | -- | -- | -- | -- | --- |
|  | 1.   | Fylde               | 95 | 46 | 29 | 8  | 9  | 80 | 44 | +36 |
|  | 2.   | King's Lynn Town    | 93 | 46 | 27 | 12 | 7  | 84 | 43 | +41 |
|  | 3.   | Chester             | 84 | 46 | 22 | 18 | 6  | 72 | 41 | +31 |
|  | 4.   | Brackley Town       | 69 | 46 | 18 | 15 | 13 | 57 | 47 | +10 |
|  | 5.   | Alfreton Town       | 69 | 46 | 17 | 18 | 11 | 54 | 44 | +10 |
|  | 6.   | Kidderminster       | 69 | 46 | 19 | 12 | 15 | 49 | 42 | +7  |
|  | 7.   | Gloucester City     | 68 | 46 | 19 | 11 | 16 | 75 | 68 | +7  |
|  | 8.   | Scarborough Athl.   | 68 | 46 | 18 | 14 | 14 | 74 | 69 | +5  |
|  | 9.   | Spennymoor Town     | 68 | 46 | 18 | 14 | 14 | 68 | 67 | +1  |
|  | 10.  | Darlington          | 67 | 46 | 18 | 13 | 15 | 72 | 64 | +8  |
|  | 11.  | Buxton              | 67 | 46 | 18 | 13 | 15 | 55 | 54 | +1  |
|  | 12.  | Chorley             | 66 | 46 | 17 | 15 | 14 | 62 | 50 | +12 |
|  | 13.  | Curzon Ashton       | 65 | 46 | 18 | 11 | 17 | 58 | 55 | +3  |
|  | 14.  | Peterborough Sports | 57 | 46 | 15 | 12 | 19 | 50 | 55 | -5  |
|  | 15.  | Boston Utd          | 56 | 46 | 15 | 11 | 20 | 68 | 66 | +2  |
|  | 16.  | Hereford            | 55 | 46 | 15 | 10 | 21 | 47 | 56 | -9  |
|  | 17.  | Banbury Utd         | 54 | 46 | 13 | 15 | 18 | 55 | 62 | -7  |
|  | 18.  | Southport           | 50 | 46 | 13 | 11 | 22 | 50 | 62 | -12 |
|  | 19.  | Blyth Spartans      | 50 | 46 | 12 | 14 | 20 | 49 | 62 | -13 |
|  | 20.  | Farsley Celtic      | 50 | 46 | 12 | 14 | 20 | 51 | 75 | -14 |
|  | 21.  | Kettering Town      | 49 | 46 | 11 | 16 | 19 | 41 | 63 | -22 |
|  | 22.  | Leamington          | 48 | 46 | 10 | 18 | 18 | 41 | 60 | -19 |
|  | 23.  | Bradford PA         | 46 | 46 | 11 | 13 | 22 | 43 | 65 | -22 |
|  | 24.  | Telford Utd         | 32 | 46 | 6  | 14 | 26 | 35 | 76 | -41 |

Legenda:
      Promosso in National League 2023-2024.
  Ammesso ai play-off.
      Retrocesso in Northern Premier League Premier Division 2023-2024.
      Retrocesso in Southern League Premier Division 2023-2024.
Regolamento:
Tre punti a vittoria, uno a pareggio, zero a sconfitta.
In caso di arrivo di due o più squadre a pari punti, la graduatoria viene stilata secondo i seguenti criteri:
- differenza reti
- maggior numero di gol segnati

Note:

Gloucester City qualificato ai play off per miglior differenza reti rispetto agli ex aequo Scarborough Athletic e Spennymoor Town.

## Spareggi

### Play-off

#### Tabellone
|  | Quarti di finale | Quarti di finale        | Quarti di finale |  |  | Semifinali | Semifinali       | Semifinali       | Semifinali    |   |  | Finale | Finale        | Finale |  |
|  |                  |                         |                  |  |  |            |                  |                  |               |   |  |        |               |        |  |
|  | 5                | Alfreton Town           | 0                |  |  |            |                  |                  |               |   |  |        |               |        |  |
|  | 6                | Kidderminster           | 1                |  |  | 2          | King's Lynn Town | King's Lynn Town | 1             |   |  |        |               |        |  |
|  |                  |                         |                  |  |  | 6          | Kidderminster    | Kidderminster    | 4             |   |  |        |               |        |  |
|  |                  |                         |                  |  |  |            |                  |                  |               |   |  | 6      | Kidderminster | 2      |  |
|  | 4                | Brackley Town (5-3 dcr) | 2                |  |  |            |                  | 4                | Brackley Town | 0 |  |        |               |        |  |
|  | 7                | Gloucester City         | 2                |  |  | 3          | Chester          | Chester          | 0             |   |  |        |               |        |  |
|  |                  |                         |                  |  |  | 4          | Brackley Town    | Brackley Town    | 1             |   |  |        |               |        |  |